# رضا احمدی
رضا احمدی (زادهٔ دزفول۲۲ مارس ۲۰۰۷)، بازیکن فوتبال اهل ایران است. او در باشگاه فولاد خوزستان در پست هافبک راست و دفاع راست بازی می‌کند و در سال ۲۰۱۵، راهی لیگ قهرمانان آسیا به همراه این تیم شد.